# Joan Pedrol
Joan Pedrol i Solanes (Lérida, 1959) es un botánico y profesor español, originario de Lérida.
Es Profesor Titular de diversas asignaturas de botánica de la Escuela Universitaria, de la Universidad de Lérida; desarrollando actividades científicas en corología de plantas vasculares y conservación de los recursos fitogenéticos. Y ha colaborado por años con la publicación de Flora iberica.

## Algunas publicaciones
- Ascaso, J; J Pedrol, J Yera. 2002. De plantis vascularis praesertim ibericis (IV) = Contributions to the vascular flora of the Ebro valley. (IV). vol. 53, pp. 147-156. ISSN 0214-7688
- Pedrol, J. 1986. Otra combinación en Centaurium Hill (Gentianaceae). Anales Jard. Bot.Madrid 43 (1): 31-34
- Gómez Ferreras, C; J Pedrol. 1987. Estudio palinológico del género Suaeda (Chenopodiaceae) en la Península Ibérica e Islas Baleares. Anales Jard. Bot. Madrid 44(2): 275-283

### Libros
- Conesa i Mor, JA; J Recasens, J Pedrol i Solanes. 2002. Estructura i organització d'espermatòfits. Ed. Universitat de Lleida. 1ª reimpresión (idioma: catalán) ISBN 84-8409-151-1

- La abreviatura «Pedrol» se emplea para indicar a Joan Pedrol como autoridad en la descripción y clasificación científica de los vegetales.[1]